# Исаев, Шарше
Шарше́ Иса́ев (кирг. Шарше Исаев; род. 1938 год, село Джаны-Талап, Нарынский район, Тянь-Шанский округ, Киргизская ССР, СССР) — старший чабан колхоза «Джаны-Талап» Тянь-Шаньского района Киргизской ССР. Герой Социалистического Труда (1966).

## Биография
Родился в 1938 году в крестьянской семье в селе Джаны-Талап.
Трудился пастухом, старшим чабаном в колхозе «Джаны-Талап» Тянь-Шанского района.
В 1965 году бригада Шарше Исаева вырастила в среднем по 125 ягнят от каждой сотни овцематок и настригла в среднем по 3,2 килограмма шерсти с каждой овцы. Указом Президиума Верховного Совета СССР от 22 марта 1966 года удостоен звания Героя Социалистического Труда с вручением ордена Ленина и золотой медали «Серп и Молот».
Проживал в родном селе.